# Kotielnicz
Kotielnicz (ros. Котельнич) – miasto w zachodniej Rosji, w obwodzie kirowskim, położone nad rzeką Wiatką. W 2010 roku miasto liczyło 26 486 mieszkańców.
Przez miasto przebiega linia kolei transsyberyjskiej.
W 1903 roku w Kotielniczu urodził się Witold Albert Adolph – polski biolog i zoolog.